# 克莉
克莉（英語：Clea），是漫威漫畫中的虛構漫畫角色，由史丹·李和史蒂夫·迪特科共同創作。克莉首次於《奇異故事》第126期登場。

## 人物
克莉是一名魔法師，是奇異博士的弟子、情人以及妻子，同時也是烏瑪的女兒，黑暗次元領主多瑪暮的侄女。

## 其他媒體

### 動畫
- 《X戰警》（2010年）：客串。

### 電影
- 《奇異博士》（1978年）：由艾迪·班頓（英语：Anne-Marie Martin）飾演。
- 《奇異博士：至尊巫師》（2007年）：片中由王提及。
- 漫威電影宇宙：由莎莉·賽隆飾演克莉。
  - 《奇異博士2：失控多重宇宙》（2022年）：片尾客串[1]。

### 遊戲
- 《漫威英雄：終極聯盟（英语：Marvel: Ultimate Alliance）》：由瑪拉碧娜·海梅斯配音[2]。
- 《漫威英雄 Online》：由凱莉·華格倫（英语：Kari Wahlgren）配音[2]。
- 《漫威：未來之戰》：手機遊戲，克莉是玩家可使用角色之一[3]。
- 《樂高漫威超級英雄2（英语：Lego Marvel Super Heroes 2）》：克莉是玩家可使用角色之一[4]。

## 外部連結
- 克莉 （页面存档备份，存于） 超級英雄數據庫
- 克莉 （页面存档备份，存于） Marvel.com
- 克莉 （页面存档备份，存于） 漫威维基百科